# Sony Xperia Z Ultra
Sony Xperia Z Ultra — смартфон 2013 года, разработанный и изготовленный Sony Mobile.
Под кодовым названием Togari он позиционируется как «самый тонкий в мире Full HD смартфон» и является первым телефоном, который позволяет пользователям делать заметки или рисовать ручкой или карандашом на ёмкостном экране.
Как и Sony Xperia Z и Sony Xperia Z1 телефон защищён по требованиям IP55/IP58 (от пыли, слабых струй воды под напором, и водонепроницаем, что позволяет погружать его на глубину 1,5 метра в течение 30 минут), а также имеет небьющееся и устойчивое к царапинам стекло.